# Pyrenäen-Gebirgsmolch
Der Pyrenäen-Gebirgsmolch (Calotriton asper) ist eine Schwanzlurch-Art aus der Gattung der Calotriton. 2005 wurde die Population am El Montseny-Massiv in Katalonien als eigene Art Calotriton arnoldi abgetrennt.

## Merkmale
Es handelt sich um einen schlanken Wassermolch mit abgeflachtem Kopf und Rumpf. Er erreicht eine Gesamtlänge von 11 bis 16 Zentimetern, wobei die Länge des seitlich abgeflachtem Schwanzes etwa der Kopf-Rumpf-Länge entspricht (bei Männchen kürzer). Die Augen sind relativ klein und springen nicht froschartig hervor. Am Kopf sind keine Ohrendrüsenwulste erkennbar. Eine deutliche Kehlfalte trennt den Kopf vom Rumpf. Die Haut ist auffällig rau, bedingt durch verhornte, dornige Warzen am Rücken und auf der Kopfoberseite. Die kräftigen Gliedmaßen enden in schwarzen Krallen. Die Kloake der Weibchen ist markant kegelförmig verlängert und nach hinten gerichtet. Schwimmsäume an Rücken und Schwanz werden im Gegensatz zu anderen Wassermolchen (vergleiche: Triturus) nicht ausgebildet.
Die Grundfarbe reicht von Olivbraun bis Schwarzbraun. Über der Wirbelsäule und den Flanken sind längsgerichtete gelbe Rückenflecken zu sehen, die sich zu einem durchgängigen Band mit unregelmäßigen Konturen verbinden können, was bei Jungtieren eher der Fall ist und sich mit zunehmendem Alter verliert. Die glatte Bauchseite sowie die unterseitige Schwanzkante sind gelblich bis orange-rot und bei den Männchen intensiver gefärbt als bei den Weibchen und an der Kehle zudem dunkel gefleckt. Höhlenbewohnende Individuen sind teilweise unpigmentiert.

## Vorkommen
Der Pyrenäen-Gebirgsmolch lebt in den Pyrenäen (Frankreich, Spanien, Andorra) meist in Hochgebirgsregionen zwischen 1500 und 2000 m, in Extremfällen auch von 175 m (Katalonien) bis 2550 m (Lac de Cambalés).
Als Lebensraum bevorzugt er Ruhezonen von sauberen, sauerstoffreichen Gebirgsbächen, Gräben und Gebirgsseen; optimal soll eine Wassertemperatur von 11 Grad Celsius sein. Hier halten sich die Tiere je nach Höhenlage zwischen Februar und September, in tiefen Lagen auch ganzjährig auf. Der Pyrenäen-Gebirgsmolch lebt standorttreu und hat im Allgemeinen einen sehr kleinen Aktionsradius. Die Wintermonate werden in höheren Lagen an Land verbracht.

## Fortpflanzung, Individualentwicklung
Bei der Paarung im Wasser nimmt das Männchen eine Signalstellung ein, indem es den Schwanz nach oben aufrichtet und so seine farbige Unterseite präsentiert. Sich nähernde Weibchen werden mit dem Schwanz im Lendenbereich umschlungen. Die Vereinigung der Partner wird noch verstärkt, indem das Männchen das Weibchen mit den Vorderbeinen festhält. Zwischenzeitlich stimuliert es mit seinen Hinterfüßen die Kloake des Weibchens. Durch direkten Kloakenkontakt werden innerhalb von bis zu 30 Stunden mehrere Spermatophoren übertragen. Diese von anderen Schwanzlurchen abweichende Fortpflanzungsbiologie wird als Anpassung an die Fließgewässerverhältnisse gedeutet, unter denen eine indirekte Übertragung der Samenpakete durch Absetzen am Grund (vergleiche beispielsweise: Triturus) nicht funktionieren würde.
Die zwei bis drei, mit Gallerthüllen vier bis sechs Millimeter großen Eier werden, ähnlich dem Kompensationsflug mancher Wasserinsekten, flussaufwärts einzeln an Steinen abgesetzt. Bei 12 °C Wassertemperatur schlüpfen die rund 12 Millimeter großen Larven nach etwa fünf bis sechs Wochen. Bis zur Metamorphose nach etwa einem Jahr (in Hochlagen erst nach zwei Jahren) werden sie 50 bis 60 Millimeter groß. Die Larven überwintern in tiefen, geschützten Kolken. Mit drei (Männchen) bis vier Jahren (Weibchen) werden die Tiere geschlechtsreif.

## Sonstige Lebensweise
Zum Nahrungsspektrum der Art gehören Wasserinsekten und ihre Larven, Bachflohkrebse, Würmer und wohl auch die Kaulquappen des Grasfrosches. Bei Trockenheit und im Winter verkriechen sich die Tiere in Schotterlagen, wo man sie in zu Knäueln verschlungenen Gesellschaften finden kann. Als natürliche Hauptfeinde gelten Forellen sowie Larven von Libellen und Wasserkäfern, aber auch Wasserverschmutzung macht den Tieren zu schaffen.
Der wichtigste Fressfeind ist die Forelle (Salmo trutta), die so seine Ausbreitung flussabwärts und in tiefere Regionen begrenzt.